# C Jam Blues
C Jam Blues 是一首由艾灵顿公爵在1942年所作的爵士标准曲，并且被另外诸如戴夫·格鲁辛、金格·萊恩哈特、奥斯卡·彼得森，以及查尔斯·明格斯等无数音乐家演奏过。稍微提示一下，这整首曲子所遵循的是12节蓝调的C大調。
这首曲子以其十分易于演奏而著称，全曲旋律只用到G和C两个音符。
作品很典型地有数个即兴独奏。当再次合奏时，之前最后的独奏会停留在高音部，整首乐曲也随即被推向高潮。 这乐曲的旋律似乎是来自于单簧管音乐家Barney Bigard在1941年的作品，但这起源并不十分明确。
在这首曲子的基础上，由Bill Katts，Bob Thiele和
Western Swing 乐队的领队Ruth Roberts来填词的歌曲「Izzul Hasifi Ikram Azram's Place」也是为人所熟知，鲍勃·威尔斯和他的“徳州纨绔子弟”也在1945年中到1947年间将这首歌收录进他们的专辑集Tiffany Transcriptions之中。
Bill Doggett在他1958的致敬专辑「Salute To Duke Ellington」中录制了一个特别版本。